# Mignon (AEG)

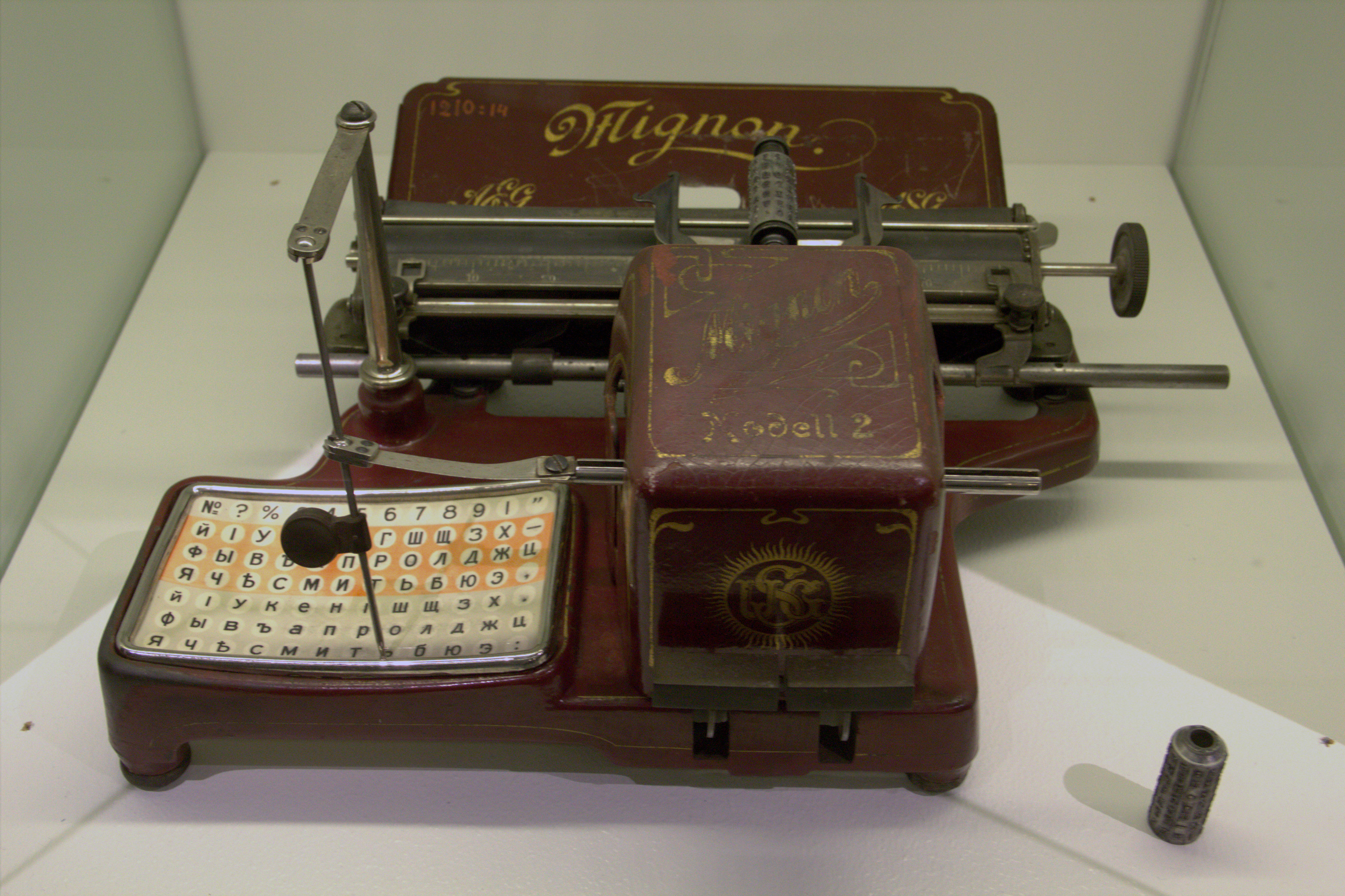
Mignon modell 2, 1906

La Mignon és una màquina d'escriure inventada per Friedrich von Hefner-Alteneck el 1903 i que va ser fabricada per l'empresa AEG a Alemanya des del 1904 fins al 1934.
En lloc de fer servir les palanques amb els tipus a la punta per imprimir les lletres, ho feia mitjançant un cilindre amb lletres (cilindre de tipus), amb un gir sobre el seu eix permetent seleccionar 12 columnes de caràcters i un moviment de translació per la selecció de 7 files de caràcters. Aquest cilindre podia ser intercanviat per escriure en diferents tipus de lletra. Per al model 4, que va ser venut a partir de 1924, hi havia disponibles 26 cilindres de tipus diferents, incloent-ne dos amb l'alfabet ciríl·lic.

## Utilització

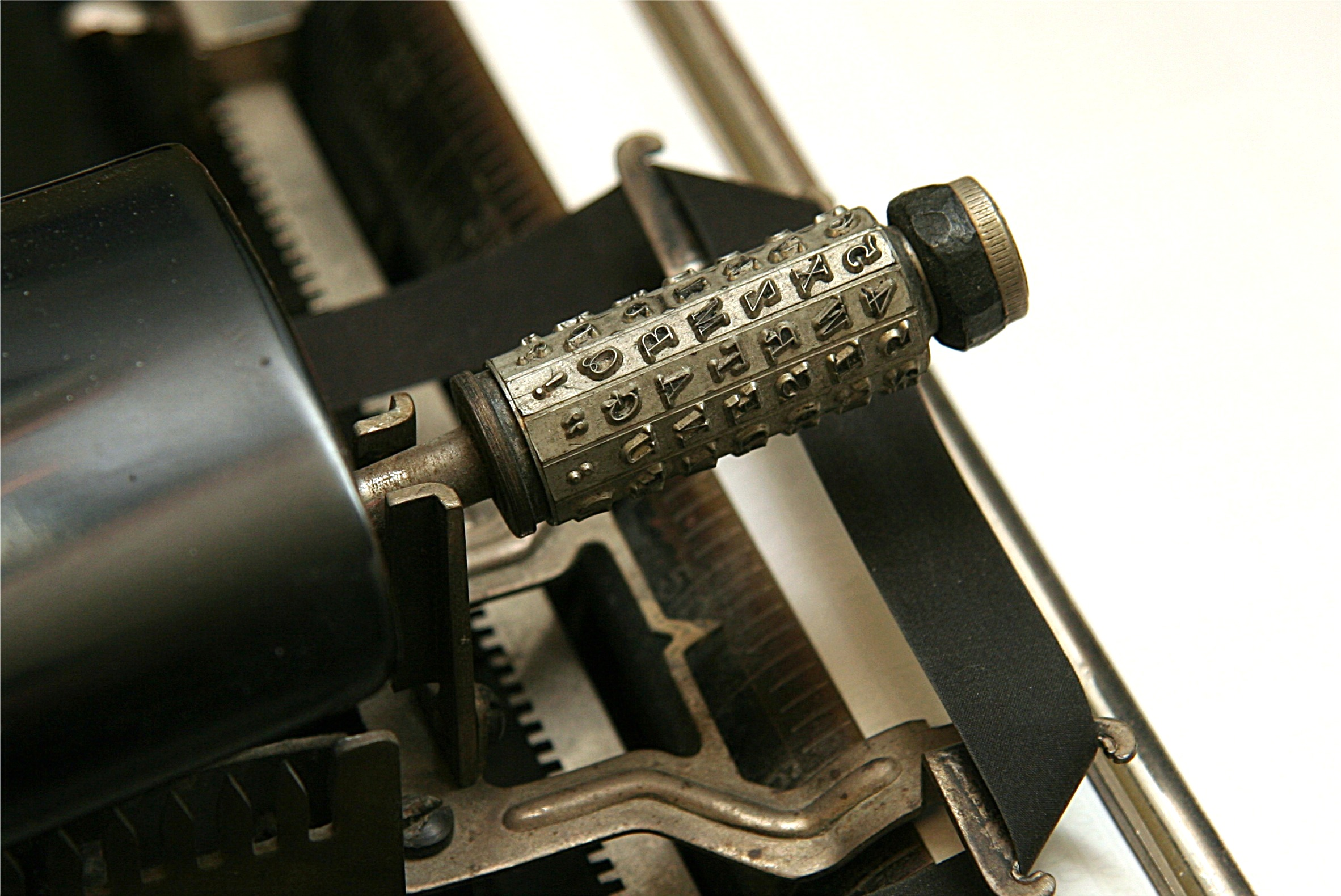
Cilindre de Mignon 4, amb el seu joc de caràcters.

Cada cilindre venia amb una planxa rectangular metàl·lica (amb una matriu de 7x12) que portava gravats els diferents caràcters que es podien imprimir, en una posició que es corresponia vis a vis amb cada un dels caràcters del cilindre. Aquesta taula es col·locava dins d'un encaix situat sota el punter de la màquina Mignon.
Mentre amb la mà esquerra es posava el punter sobre el caràcter desitjat, amb la mà dreta es premia una tecla que a través d'un mecanisme palanca-embragatge feia percudir el cilindre sobre el rodet arrossegador del paper, de manera que la lletra triada quedava impresa en el lloc corresponent. Hi havia una segona tecla per a fer avançar un espai sense imprimir.

## Models
| Any     | Model            | Imatge | Quantitat |
| ------- | ---------------- | ------ | --------- |
| 1903–04 | Mignon 1         |        | 100       |
| 1904–   | Mignon 2         |        |           |
| –1923   | Mignon 3         |        |           |
| 1923–33 | Mignon 4         |        |           |
| 1933–   | Olympia Plurotyp |        |           |